# Olaf B. Bjørnstad
Olaf Bjørn Bjørnstad (10. ledna 1931 – 12. května 2013) byl norský skokan na lyžích. Jeho největším úspěchem bylo celkové vítězství na Turné čtyř můstků 1953/54. V tomto ročníku vyhrál závody v Oberstdorfu, Garmisch-Partenkirchenu a Innsbrucku, v závěrečném podniku v Bischofshofenu obsadil 3. místo. Celkem dosáhl 888,1 b. a o více než třicet bodů porazil druhého Fina Eino Kirjonena (851,2 b.).